# スティーヴ・ジャンセン
スティーヴ・ジャンセン（Steve Jansen、本名：Stephen Batt、1959年12月1日 - ）は、イングランドのロンドン・シデナム出身のドラマー、作曲家、音楽プロデューサー。デヴィッド・シルヴィアンは実兄。

## 来歴
1971年、兄のデヴィッド・シルヴィアンと共にギターを手にし、T・レックスのマーク・ボランやミッキー・フィンに影響を受ける。しかしスティーヴは左利きであったため、1974年にドラムに転向。
1976年、シルヴィアン、ミック・カーン、リチャード・バルビエリと共にバンド「ジャパン」を結成。バンドは1982年に解散。
解散後は、バルビエリや高橋幸宏らとコラボレートし、実験的な作品を発表。坂本龍一、一風堂、土屋昌巳、アニー・レノックス、アンニャ・ガルバレクのサポートなども手掛ける。1985年にはバルビエリと共に（1991年にはカーンも合流）、ヴァージン・レコード、ベンチャー・レコード（ヴァージン・レコードの子会社レーベル）、独立レーベルにわたって5枚のアルバムを発表した。さらに、バルビエリとカーンとのトリオ「JBK（Jansen/Barbieri/Karn）」で、ポリドール・レコードより4枚のアルバムをリリース。
2005年、ローリー・アンダーソンの回顧展『時間の記録』のイベントとして、8月8日にクリスチャン・フェネス、小山田圭吾、スクーリ・スヴェリソン、坂本龍一とのユニット「F.J.O.S.S.」によるコンサート「The Record of the Record of the Time」に出演。
2006年、シルヴィアン、バーント・フリードマンらとナイン・ホーセスを結成。
2007年、自身初のソロ・アルバム『スロープ』をリリース。シルヴィアンの他、ティム・エルセンバーグ、アンニャ・ガルバレクらがゲスト・ボーカリストとして参加。2013年には、14分にも及ぶインストゥルメンタル曲「Exit North」をリリース、以降も散発的にソロ作品を発表する。
2014年、トーマス・フェイナー、ウルフ・ヤンソン、チャールス・ストームと新バンド「EXIT NORTH」を結成。2018年に、4年かけて制作されたアルバム『Book of Romance and Dust』をリリースし、同年9月に日本で世界初ライブを行った。
写真家としての顔も持ち、2015年には日本オリジナル編集の写真集『Through A Quiet Window』を出版。2018年には京都伊勢丹にて写真展も開催された。

## ディスコグラフィ

### ソロ・アルバム
- 『スロープ』 - Slope (2007年、Samadhi Sound)
- 『テンダー・エクスティンクション』 - Tender Extinction (2016年)
- The Extinct Suite (2017年)
- Corridor (2018年)

### レイン・トゥリー・クロウ
- 『レイン・トゥリー・クロウ』 - Rain Tree Crow (1991年、Virgin)

### ジャンセン＝バルビエリ
- 『未知への空間』 - Worlds in a Small Room (1985年、Pan East (UK) / JVC Victor (Japan))
- 『ストーリーズ・アクロス・ボーダーズ』 - Stories Across Borders (1991年、Venture / Virgin)
- 『ストーン・トゥ・フレッシュ』 - Stone To Flesh (1995年、Medium Productions)
- Other Worlds in a Small Room (1996年、Medium Productions)
- Lumen (2015年、KScope)

### ジャンセン / バルビエリ / カーン (JBK)
- 『ビギニング・トゥ・メルト』 - Beginning to Melt (1993年、Medium Productions)
- 『シード』 - Seed (1994年、Medium Productions) ※EP
- 『_ISM』 - _ism (1999年、Polydor / Medium)
- 『プレイング・イン・ア・ルーム・ウィズ・ピープル』 - Playing in a Room with People (2001年、Medium Productions)

### ドルフィン・ブラザーズ
- 『キャッチ・ザ・フォール』 - Catch the Fall (1987年、Virgin Records)

### ジャンセン / バルビエリ / タケムラ
- 『チェンジング・ハンズ』 - Changing Hands (1997年、Medium Productions)

### ナイン・ホーセス
- 『スノー・ボーン・ソロウ』 - Snow Borne Sorrow (2006年)
- 『マネー・フォー・オール』 - Money for All (2006年)

### 高橋幸宏&スティーヴ・ジャンセン
- 『ステイ・クローズ』 - Stay Close / Betsu-Ni (1986年2月21日、CANYON RECORDS/T.E.N.T) ※12インチ

### EXIT NORTH
- Book of Romance and Dust (2018年)

### 参加アルバム
- 土屋昌巳: 『RICE MUSIC』 (1982年6月21日、EPIC/SONY INC.)
- 一風堂
  - 『NIGHT MIRAGE』 (1983年7月21日、EPIC/SONY INC.)　
  - 『live and zen』 (1984年7月21日、EPIC/SONY INC.) ※ライブ・アルバム